# Słownik dwujęzyczny

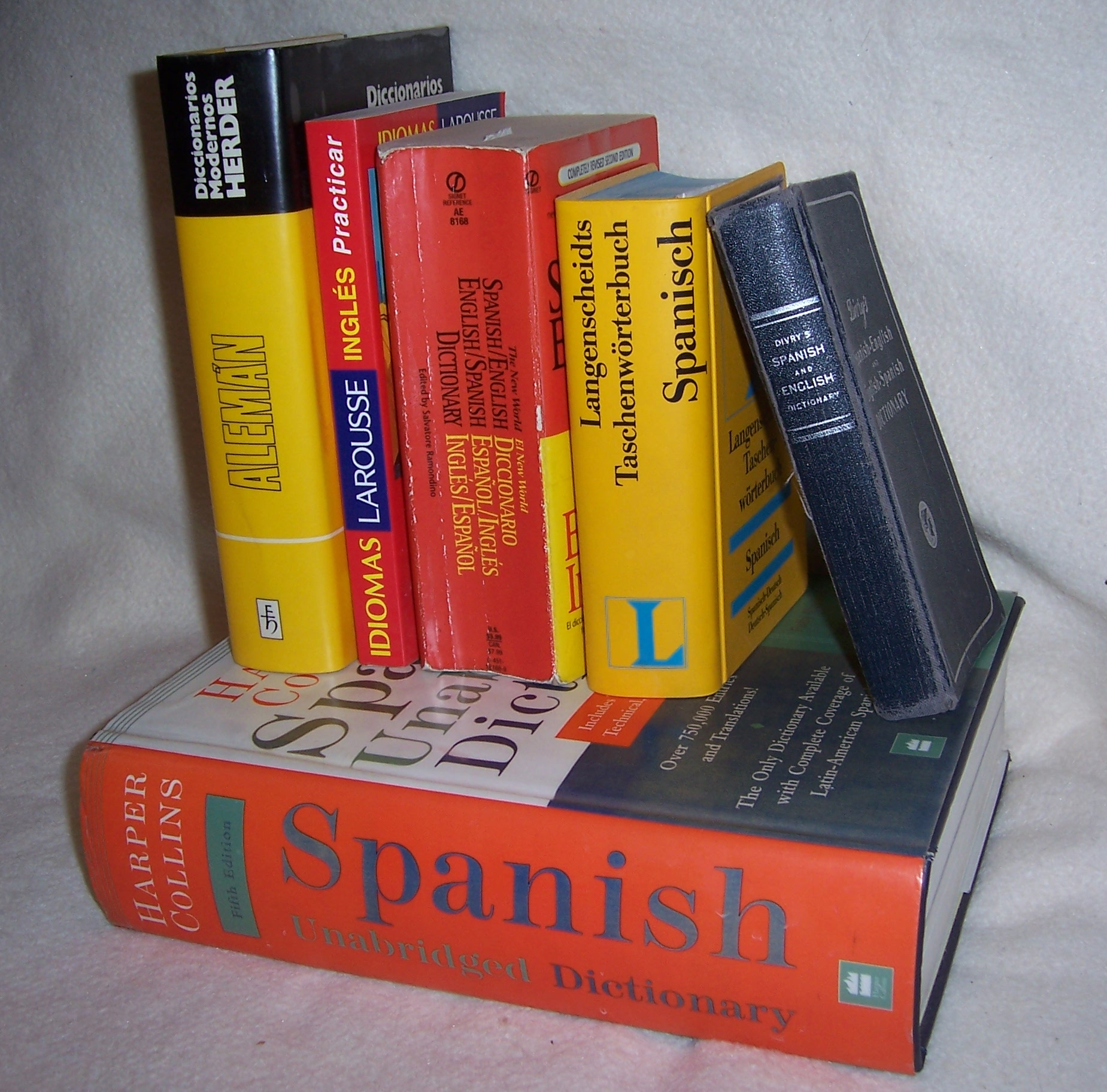
Słowniki dwujęzyczne

Słownik dwujęzyczny (słownik bilingwalny, słownik tłumaczeniowy) – słownik prezentujący hasła w jednym języku i ekwiwalenty w innym języku.
Wyrazy hasłowe są zwykle uporządkowane w kolejności alfabetycznej. Artykuły hasłowe (mikrostruktura) słownika dwujęzycznego mogą zawierać – obok ekwiwalentów – także informacje gramatyczne, informacje fonetyczne, kwalifikatory, glosy, przykłady użycia, kolokacje, frazeologizmy. W makrostrukturze mogą występować okienka encyklopedyczne, a również materiały dodatkowe, jak tabele gramatyczne, nazwy geograficzne, zwroty używane w komunikacji językowej.
Hasłami w słowniku dwujęzycznym mogą być nie tylko pojedyncze wyrazy, ale też formy gramatyczne (np. formy podstawowe czasowników niemieckich), związki frazeologiczne i przysłowia, a również (w słownikach szkolnych) zdania.
Słowniki dwujęzyczne są przydatne w nauce języka obcego, mogą też być pomocne w tłumaczeniu tekstów z języka ojczystego na język obcy lub odwrotnie. Ze względu na swoją specyfikę (zestawienie niesymetrycznego słownictwa dwóch różnych języków) słowniki bilingwalne nie zawsze są wiarygodne.
Obok tradycyjnych słowników drukowanych są w użyciu dwujęzyczne słowniki elektroniczne. Niektóre słowniki istnieją zarówno w postaci książkowej, jak i elektronicznej.